# Michael Collins (astronaut)
Michael Collins, (Rim, Italija, 31. listopada 1930. – Naples, Florida, 28. travnja 2021.), američki vojni pilot i astronaut.
Rođen je u Rimu u Italiji. Završio je Vojnu akademiju West Point 1952. godine. Kao vojni pilot služio je u američkim vojnim bazama u Europi. Godine 1961. bio je testni pilot pri Američkim zračnim snagama. Godine 1963. pridružio se astronautskoj ekipi NASA-e te 18. srpnja 1966. prvi puta poletio u svemir u misiji Gemini 10.
Kao uspješan astronaut izabran je za člana misije Apollo 11 s Neilom Armstrongom i Buzzom Aldrinom. U toj misiji postao je poznat po tome što je tijekom misije u kojoj je čovjek prvi puta stupio na Mjesec upravljao zapovjednim modulom svemirske letjelice Apollo 11 u orbiti oko Mjeseca.
Nakon umirovljenja 1970. godine postao je prvi upravitelj Smithsonian Institution's National Air and Space Museuma u Washingtonu, te je napisao nekoliko knjiga o svojem letu u svemir kao i memoare.
Umro je 28. travnja 2021. u dobi od 90 godina.